# Zuppa inglese
La zuppa inglese è un dolce al cucchiaio italiano, a base di crema pasticcera e pan di Spagna imbevuto in liquori quali alchermes, rosolio, amaretto o rum. Molto conosciuta in Italia, è maggiormente diffusa in Emilia-Romagna, Lazio, Marche, Toscana, Umbria, Abruzzo e Campania. In ogni regione sono presenti alcune piccole variazioni alla ricetta.

## Aspetto e varianti
Il dolce si prepara sovrapponendo strati di pan di Spagna o savoiardi, inzuppati in diversi liquori, a strati di crema pasticcera.
Il liquore usato di solito è l'alchermes, che oltre al sapore dona al dolce il colore rosso. A volte si prepara in una teglia trasparente, in modo da rendere visibile la colorazione a strati variamente colorati. Il dolce viene poi conservato in frigo perché assuma compattezza e si serve, solitamente, freddo.
È un dolce che presenta alcune varianti. Oltre alla crema pasticcera, a volte si usa anche quella al cioccolato, contribuendo così non solo al gusto, ma anche ad una presentazione più colorata di questo dolce casalingo. In alcune ricette compare la confettura di albicocche, molto amata dai pasticceri ottocenteschi, e in altre le composte di frutta. Altre ricette ancora integrano la preparazione con il caffè, avvicinandola al tiramisù. Alcuni, infine, aggiungono una nota di cannella.

In Romagna e a Ferrara, al posto del pan di Spagna spesso si usano fette sottili della locale ciambella o brazadèla, il tipico e semplice dolce tradizionale con impasto simile alla ciambella ma con la forma di un panetto schiacciato. 

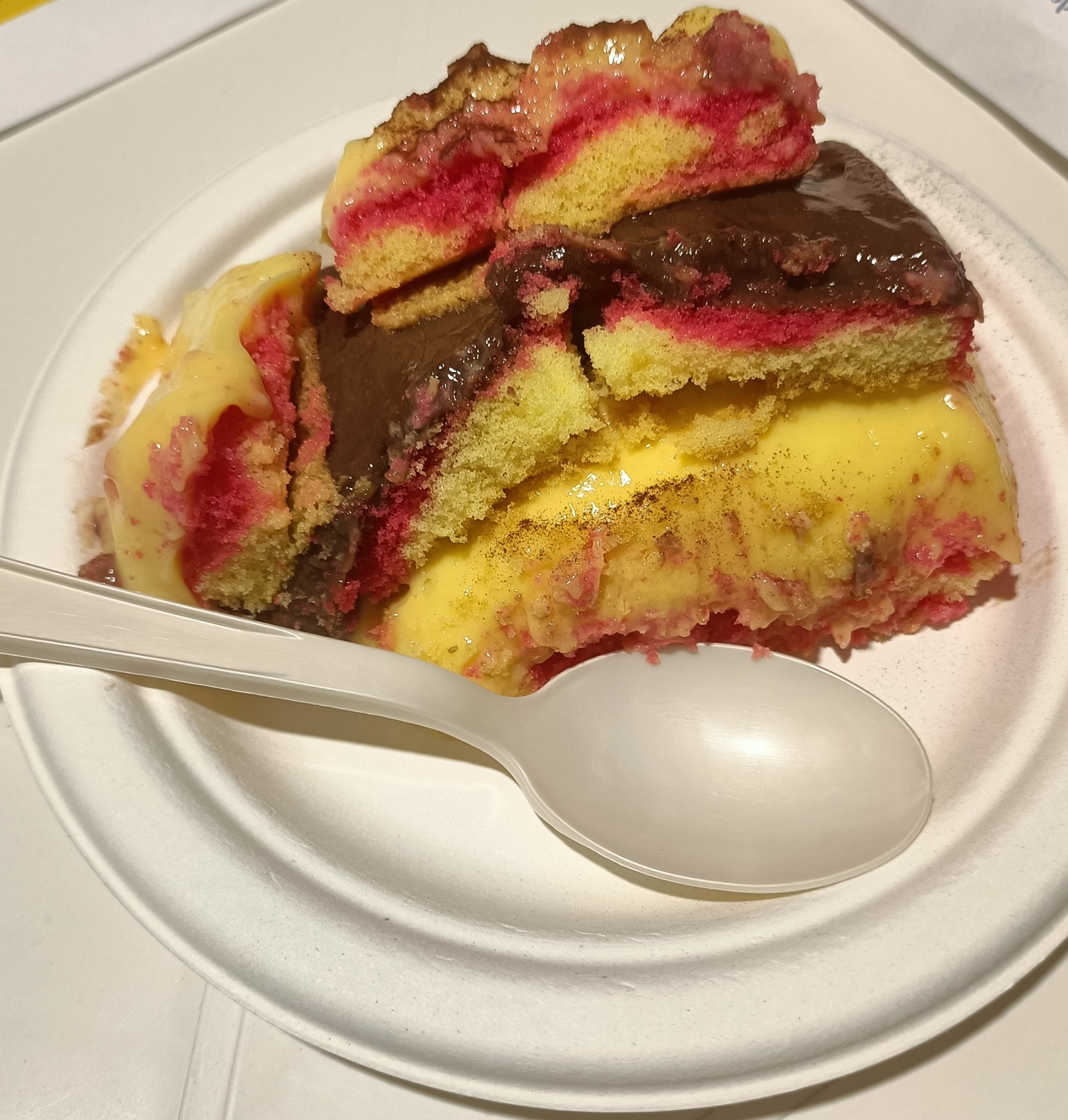
Una fetta di zuppa inglese

Una variante della zona tra Modena e Ferrara, forse diffusasi negli anni '60, vede l'uso di sciroppo di menta aggiungersi alla tradizionale miscela alcolica.

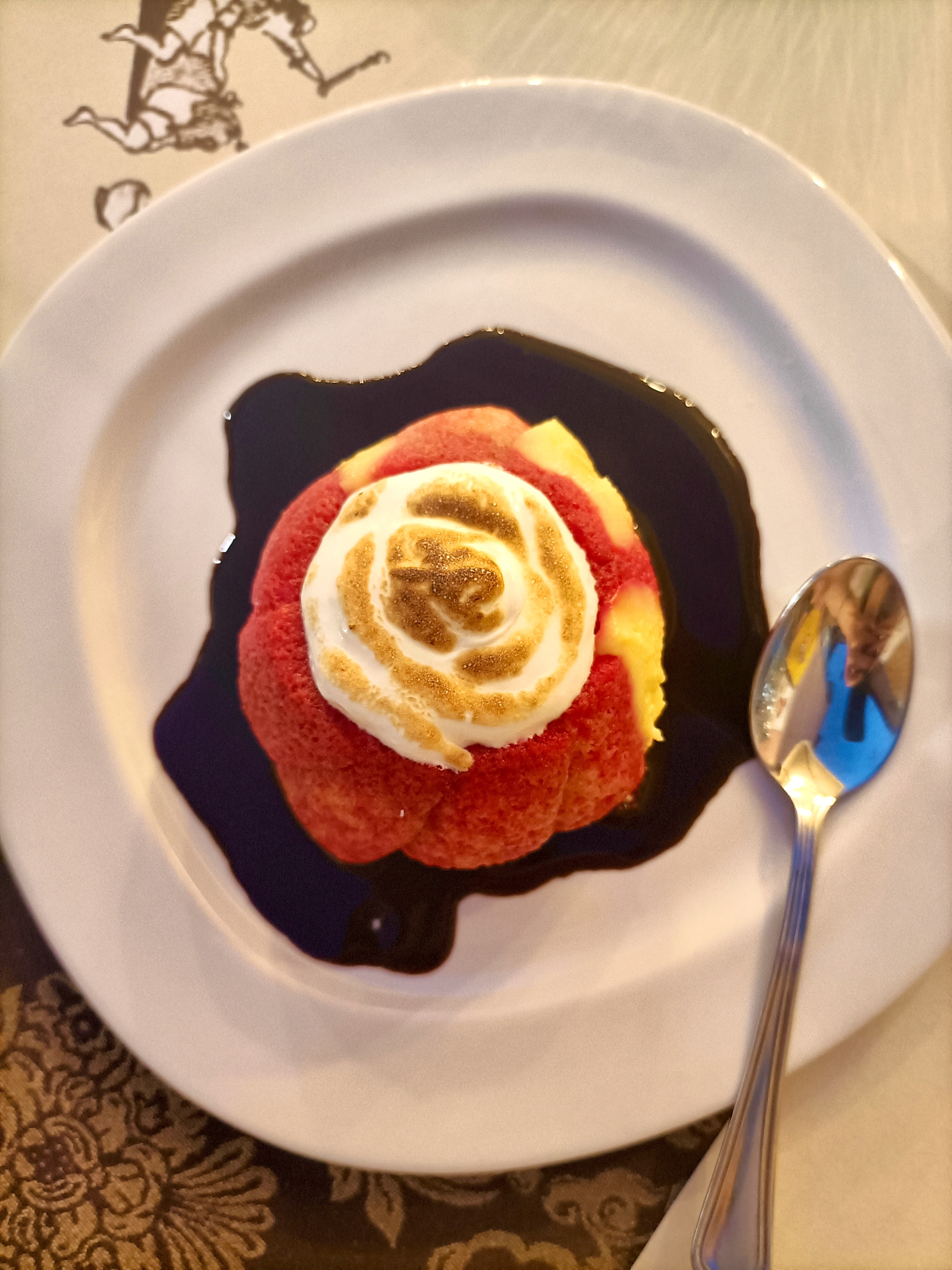
Zuppa inglese monoporzione

In Abruzzo è simile la torta nuziale tradizionale chiamata "pizza dogge" (pizza dolce) a base di pan di spagna con bagna alcolica (liquore Strega, Goccia d'oro, alchermes, rum bianco) a vari strati, con numerose varianti locali di creme, tra cui una particolarmente apprezzata del paese di Montorio al Vomano (Teramo), la "pizza dogge montoriese", dove gli strati della ricetta "antica" sono costituiti uno dalla tipica marmellata di uva di Montepulciano d'Abruzzo (scrucchiata) condita con mandorle tostate tritate, cioccolato grattugiato, scorza di limone e cannella, uno da mandorle  lessate macinate zuccherate aromatizzate con anisetta, uno da crema pasticciera, mentre nella ricetta "moderna" è utilizzato uno strato del cosiddetto "riccio al caffè" costituito da burro, uova, zucchero e caffe ristretto, e dal "dolce Torino" costituito da burro, uova, zucchero, cioccolato ed uno da crema pasticciera. 
Nella cucina turca è presente un dolce chiamato supangle (soupe anglaise, cioè "zuppa inglese", in francese) che però, essendo un budino al cioccolato, non è assimilabile alla zuppa inglese.

## Storia
La zuppa inglese è senz'altro un dolce italiano, ma l'origine e l'etimologia del nome sono estremamente dubbie e non esiste documentazione in merito. Ciononostante sono sorte diverse leggende relative alla sua nascita, in cui se ne attribuisce l'invenzione a varie regioni d'Italia oppure ad alcune nazioni europee. Il nome compare già alla fine dell'Ottocento nella "bibbia" della cucina italiana scritta da Pellegrino Artusi, La scienza in cucina e l'arte di mangiar bene. La ricetta è la n. 675.
La diffusione è attestata fin dall'Ottocento almeno in tre regioni italiane: Emilia-Romagna, Marche e Toscana.
- Nella cucina emiliana e nella cucina romagnola da più di un secolo è preparato nelle zone di Reggio Emilia Parma, Modena, Ferrara, Bologna, Ravenna, Forlì[9].
- Nelle Marche, e in particolare ad Ancona, l'uso di questo dolce è parimenti documentato sin dalla metà dell'Ottocento; i viaggiatori inglesi nelle Marche si stupivano molto del nome, non avendo mai visto in patria questo dolce. Interessante è la spiegazione che ricevevano dagli italiani, ossia che il termine inglese era inteso come sinonimo di amante dell'alcol, come si riteneva fossero gli inglesi, in quanto la ricetta prevede obbligatoriamente l'uso di liquori[10].
- Anche in Toscana la zuppa inglese è diffusa almeno dal XIX secolo, infatti l'Artusi sente l'esigenza di informare i toscani della differenza esistente tra la crema da essi preparata abitualmente e la crema pasticcera necessaria per la preparazione della zuppa inglese[8], descrivendo la ricetta toscana più simile a quella odierna in tazza invece che simile ad una torta da sformare.

### Ipotesi dell'origine francese
Alcune delle leggende sul nome dichiarano che essa in realtà sia stata inventata in terra francese tra XIV e XV secolo, durante la Guerra dei cent'anni e proprio per schernire il rivale inglese fu nominata "zuppa inglese"; queste fonti non trovano riscontro provato ma alcuni accenni sono presenti in scritti dell'epoca. Rimane il fatto che questa ricetta non trova riscontri nella culinaria francese dell'epoca ed è quindi da ritenere una leggenda.

### Ipotesi dell'origine inglese
Secondo alcuni la sua denominazione tradirebbe la derivazione dalla ricca e creativa cucina inglese del periodo elisabettiano, tra XVI e XVII secolo. In questo caso la zuppa inglese sarebbe il corrispettivo del trifle, originalmente composto di una base di pasta morbida lievitata, intriso di vino dolce (infusi, poi Madera, vino di porto o similari) arricchito di pezzetti di frutta, o frutti di bosco, e coperto da crema pasticcera (custard) e panna o crema di latte (double cream). Il trifle sembra fosse un modo di recuperare gli avanzi dei ricchi pasti dell'epoca. Il termine trifle designa attualmente in inglese una quisquilia, un'inezia. La versione odierna del trifle, tradizionalmente compromessa dal rigore del puritanesimo e gli stenti della rivoluzione industriale, è a volte preparata con una sorta di crema senza uova (bird's Custard) al posto della crema pasticcera, e gelatina di frutta (fruit jelly), con tono alcolico generalmente basso.
Un'altra ipotesi che richiama un'origine inglese è ancora più precisa: sarebbe stato lo scalco Sir Charles O' Connor ad ideare questa ricetta nel XVI secolo per la sua Regina; egli, invitato poi alla Corte degli Estensi, ripropose tale dolce con grande successo: da qui il suo nome e la successiva diffusione in Emilia, adattando la ricetta al gusto italiano e agli ingredienti reperibili. Quest'ultima teoria si ricollega all'ipotesi dell'origine emiliana.
Il trifle si differenzia dalla zuppa inglese perché in esso non si usa crema pasticcera, ma crema inglese, ossia preparata senza farina.

### Ipotesi dell'origine emiliana
Le origini del dolce italiano si collocano secondo questa ipotesi al XVI secolo, presso la corte dei duchi d'Este quale rielaborazione di un dolce rinascimentale anglosassone, il trifle, considerato un po' la madre di tutti i dolci, fatto con crema e pan di Spagna, il tutto innaffiato da bevande alcoliche (per esempio lo Sherry di Cadice). I contatti commerciali e diplomatici con la casa reale britannica erano frequenti, e l'ipotesi sostiene che sia stato proprio un diplomatico di ritorno da Londra a richiedere ai cuochi di corte di riassaggiare il trifle.
Nei vari tentativi la ricetta sarebbe stata rielaborata dapprima sostituendo la pasta lievitata all'inglese con una particolare ciambella senza buco comune nella zona emiliana (a Ferrara è la brazadèla, a Modena è il bensòun).
Questa ciambella veniva consumata con accompagnamento di un mosto d'uva cotto e molto dolce, la saba.
Seguendo la tesi rinascimentale, si può supporre che la preparazione sia divenuta comune e che, nell'intento di portarla al rango di dolce gentilizio e non popolare come il suo cugino inglese, si sia provveduto a raffinarlo ulteriormente sostituendo il dolce emiliano con il pan di spagna e la panna con la crema pasticcera. Col tempo questo dolce modificato avrebbe preso poi il nome di zuppa inglese.
La presenza dei due liquori quali l'alchermes e il rosolio avalla la tesi rinascimentale, dato che sono entrambi di origine medioevale. Gli infusi di fiori erano già di gran moda nel basso medioevo; l'alchermes, invece, è probabilmente successivo alla riapertura delle vie commerciali con gli arabi, da cui si importava l'ingrediente che lo rende rosso: la cocciniglia. Il nome, infatti, deriva da al-qirmiz che, appunto, significa cocciniglia. Nel Rinascimento entrambi furono noti e molto usati, ma mantennero la loro importanza sino all'Ottocento.
La zuppa inglese sarebbe poi stata divulgata da Vincenzo Agnoletti, pasticciere romano che lavorava alla corte ducale di Parma all'inizio del 1800, e secondo un'altra ipotesi si chiamerebbe così non perché di origine inglese, ma perché vi si usa il rum, liquore tipico della marina britannica; forse, però, sarebbe stato proprio questo pasticciere ad inventare la zuppa inglese, rielaborando una ricetta tradizionale della zona, quella del "marangone", aggiungendovi il rum. Poi il rum sarebbe stato sostituito o affiancato dall'alchermes, più economico perché di produzione nazionale e più gradevole alla vista, per il colore rosso acceso.

### Ipotesi dell'origine toscana
Secondo questa ipotesi, la zuppa inglese sarebbe stata "inventata" da una donna di servizio di una famiglia inglese residente sulle colline di Fiesole. Quella contadina toscana, avvezza da generazioni a non gettare niente di quanto restava sulla tavola, non riuscì a buttare via ciò che non veniva consumato durante le merende, specie i biscotti. Volendo fare economia anche in casa di chi non ne aveva bisogno, la domestica pensò di utilizzare quella “grazia di Dio” e di mescolare gli avanzi dei biscotti, della crema pasticcera e del budino di cioccolato. Poiché i biscotti del giorno prima erano divenuti secchi, per ammorbidirli li inzuppò con il vino dolce.
L'unico elemento che risulterebbe a favore di questa tesi è la presenza del cacao, che divenne di uso comune durante il Seicento.
Altra ipotesi che richiama un'origine toscana è quella che sostiene che la zuppa inglese sarebbe di origine senese, essendo stata inventata con il nome di Zuppa del Duca nel luglio del 1552 in onore del duca Ippolito da Correggio, che Cosimo I de' Medici aveva inviato a Siena per intercedere tra senesi e spagnoli che si stavano combattendo. Da Siena, poi, all'inizio del ‘800 la "Zuppa del Duca" arrivò a Firenze, dove diventò una delle specialità del Caffè Doney, molto frequentato dagli inglesi residenti a Firenze, che apprezzarono così tanto il dolce da farlo rinominare "zuppa inglese". Ulteriori ipotesi dell'origine senese della zuppa inglese è quella legata al duca di Amalfi, ministro a Siena di Carlo V nella prima metà del XVI secolo, che preferiva questo dolce a tutti gli altri. In realtà la Zuppa del Duca fu servita già nel 1505 in occasione di un sontuoso banchetto dato presso il proprio palazzo dal cardinale veneziano Domenico Grimani.
Pellegrino Artusi nel suo La scienza in cucina e l'arte di mangiar bene nella sua ricetta 675. Zuppa Inglese ne descrive la sua versione.

### Ipotesi dell'origine napoletana
A Napoli, durante la Repubblica Partenopea, l'ammiraglio Francesco Caracciolo venne sconfitto da Nelson. Re Ferdinando I, al quale gli inglesi avevano restituito il trono, volle onorarli dando una festa in onore dell'ammiraglio inglese. Al momento di servire il dessert, che il cuoco avrebbe preparato con avanzi di dolci secchi, rum e crema pasticcera, il maggiordomo avrebbe detto al cameriere: "Porta questa zuppa all'inglese!". Una variante dice che il dolce sarebbe stato preparato all'ultimo momento per sostituire quello fatto cadere maldestramente in terra da un cameriere.

### Ipotesi dell'origine romana
Ada Boni, autrice de Il talismano della felicità, propende per un'origine romana della zuppa inglese. Questa ipotesi è supportata anche dai molti testi di cucina e pasticceria romanesca che inseriscono la zuppa inglese tra i dolci tipici di Roma.